# Bunia

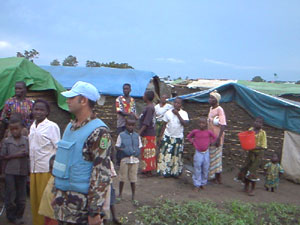
Obóz dla uchodźców z miasta Bunia

Bunia – miasto w Demokratycznej Republice Konga, stolica prowincji Ituri, na północ od góry Hoyo i na zachód od Jeziora Alberta.
Miasto stało się teatrem walk pomiędzy grupami etnicznymi Lendu i Hema. W celu zaprowadzenia porządku, do miasta skierowano siły międzynarodowe (Operacja Artemida).